# Hyposidra nigrivincula
Hyposidra nigrivincula är en fjärilsart som beskrevs av Schultze 1907. Hyposidra nigrivincula ingår i släktet Hyposidra och familjen mätare. Inga underarter finns listade i Catalogue of Life.